# Damernas 500 meter i hastighetsåkning på skridskor vid olympiska vinterspelen 1964
Damernas 500 meter i skridskor vid de olympiska vinterspelen 1964 avgjordes den 30 januari 1964 på Olympia Eisstadion i Innsbruck. Loppet vanns av Lidija Skoblikova från Sovjetunionen.
28 skridskoåkare från 13 nationer deltog i tävlingen.

## Rekord
Dessa rekord gällde inför tävlingen.
| Världsrekord     | Inga Artamonova (URS) | 44,9 | Alma Ata, Kazakiska SSR, Sovjetunionen | 27 januari 1962  |
| Olympiskt rekord | Helga Haase (EUA)     | 45,9 | Squaw Valley, Kalifornien, USA         | 20 februari 1960 |

Följande nya världsrekord och olympiska rekord blev satta under tävlingen.
| Datum      | Idrottare         | Nation        | Tid  | OR | VR |
| ---------- | ----------------- | ------------- | ---- | -- | -- |
| 30 januari | Irina Jegorova    | Sovjetunionen | 45,4 | OR |    |
| 30 januari | Lidija Skoblikova | Sovjetunionen | 45,0 | OR |    |

## Medaljörer
| Gren      | Guld                            | Silver                       | Brons                          |
| 500 meter | Lidija Skoblikova Sovjetunionen | Irina Jegorova Sovjetunionen | Tatiana Sidorova Sovjetunionen |

## Resultat
| Placering | Idrottare                    | Nation                 | Tid  | Noteringar |
| --------- | ---------------------------- | ---------------------- | ---- | ---------- |
| 1         | Lidija Skoblikova            | Sovjetunionen          | 45,0 | (OR)       |
| 2         | Irina Jegorova               | Sovjetunionen          | 45,4 |            |
| 3         | Tatiana Sidorova             | Sovjetunionen          | 45,5 |            |
| 4         | Jeanne Ashworth              | USA                    | 46,2 |            |
| 4         | Jan Smith                    | USA                    | 46,2 |            |
| 6         | Gunilla Jacobsson            | Sverige                | 46,5 |            |
| 7         | Mary Lawler                  | USA                    | 46,6 |            |
| 8         | Helga Haase                  | Tysklands förenade lag | 47,2 |            |
| 9         | Inger Eriksson               | Sverige                | 47,3 |            |
| 10        | Doreen Ryan                  | Kanada                 | 47,7 |            |
| 11        | Christina Lindblom-Scherling | Sverige                | 47,8 |            |
| 12        | Hatsue Nagakubo-Takamizawa   | Japan                  | 47,9 |            |
| 13        | Doreen McCannell             | Kanada                 | 48,0 |            |
| 13        | Kaija Mustonen               | Finland                | 48,0 |            |
| 15        | Ryoo choon-Za                | Nordkorea              | 48,4 |            |
| 16        | Kaija-Liisa Keskitivitikka   | Finland                | 48,8 |            |
| 16        | Elwira Seroczyńska           | Polen                  | 48,8 |            |
| 18        | Françoise Lucas              | Frankrike              | 48,9 |            |
| 19        | Yasuko Takano                | Japan                  | 49,3 |            |
| 20        | Kim Hye-suk                  | Sydkorea               | 49,6 |            |
| 21        | Birgitte Reichert            | Tysklands förenade lag | 49,8 |            |
| 22        | Adelajda Mroske              | Polen                  | 49,9 |            |
| 23        | Helena Piljeczyk             | Polen                  | 50,1 |            |
| 24        | Kaneko Takahashi             | Japan                  | 50,5 |            |
| 25        | Sigrit Behrenz               | Tysklands förenade lag | 50,9 |            |
| 25        | Kornélia Ihász               | Ungern                 | 50,9 |            |
| 27        | Jarmila Šťastná              | Tjeckoslovakien        | 52,0 |            |
| 28        | Han Pil-hwa                  | Nordkorea              | 58,9 |            |